# Гомолка, Бенно
Бенно Гомолка (нем. Benno Homolka; 1860 — 1925) — немецкий учёный-химик.

## Биография
Родился 25 октября 1860 года в городе Хрустениц в Богемии (ныне Хрустенице в Чехии).
Получил хорошее образование, обучавшись в университетах Праги, Мюнхена и Эрлангена, получив степень доктора философии в 1884 году.
Работал в немецкой химической компании Bayer, занимался исследованиями индиго и его использованием в лакокрасочной промышленности. С 1886 года работал в компании пот производству красок  Meister Lucius & Brüning, Höchst a. M., где трудился в области трифенилметановых красителей, в частности с родамином.
Гомолка стоял у истоков цветной фотографии. После 1906 года, благодаря его изобретению красного сенсибилизатора пинацианола, появились фотоматериалы, чувствительные к наиболее длинноволновой красной части видимого спектра. В результате, стало возможно полноценное цветоделение и создание цветных фото- и киноплёнок. Он же предложил технологию цветного проявления в 1907 году, реализованную немецкими учёными Рудольфом Фишером и Иоганном Зигристом пять лет спустя. 
Был доверенным лицом компании Meister Lucius & Brüning, Höchst, автором ряда патентов, почётным доктором Высшей технической школы Мюнхена и Праги. Кроме техники увлекался музыкой, написал несколько музыкальных радио-пьес.
Умер 14 марта 1925 года во Франкфурте-на-Майне.